# Parmelinopsis horrescens
Parmelinopsis horrescens är en lavart som först beskrevs av Thomas Taylor och som fick sitt nu gällande namn av John Alan Elix och Mason Ellsworth Hale. 
Parmelinopsis horrescens ingår i släktet Parmelinopsis och familjen Parmeliaceae. Inga underarter finns listade i Catalogue of Life.

## Galleri

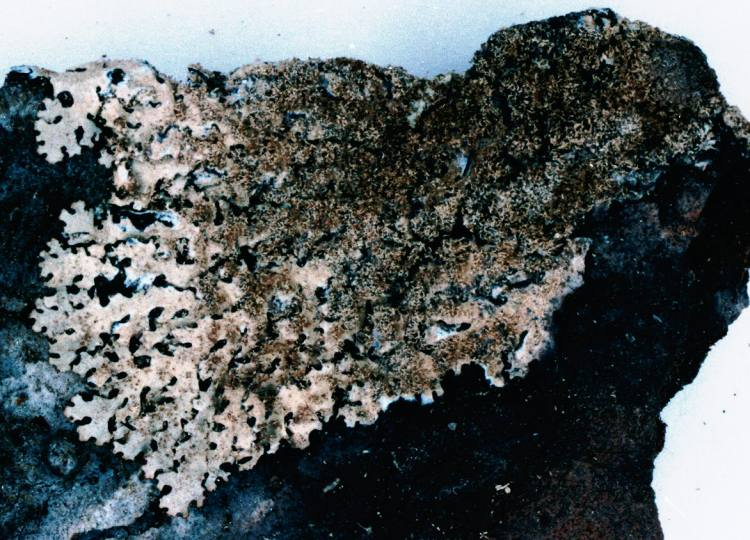
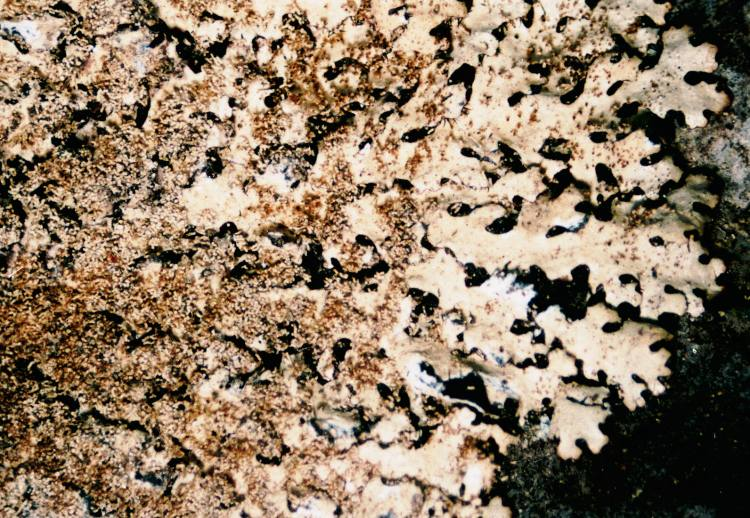
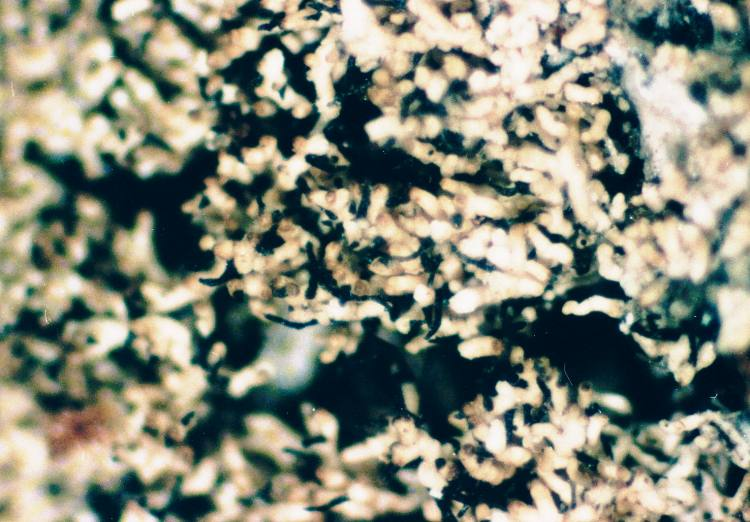
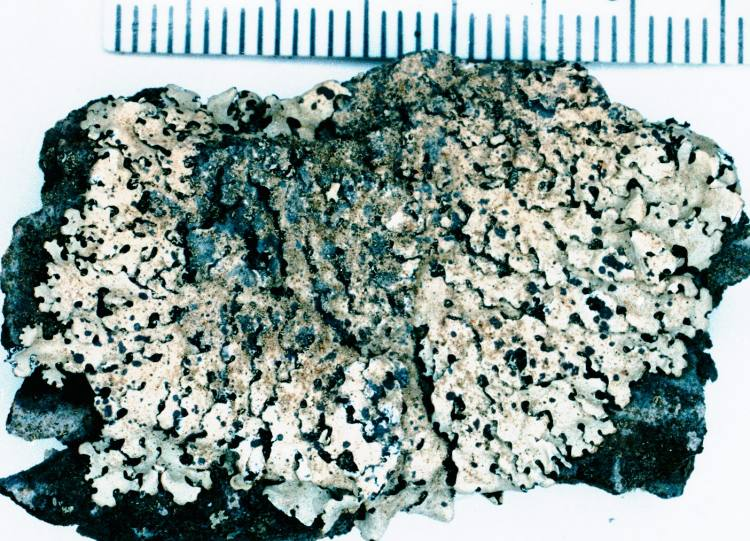